# Gustaf Lind (jardinero)
Gustaf Herman Lind ( nacido el 14 de abril de 1869 en la parroquia de Dagsbergs, condado de Östergötland  – † el 21 de enero de 1945 en la Parroquia de Engelbrekt), fue un jardinero y pomólogo sueco.

## Vida personal
Gustaf Herman Lind nació el 14 de abril de 1869 en la parroquia de Dagsbergs. Desde temprana edad, G. Lind había seguido los pasos de su padre en la jardinería, y después de seis años en la institución educativa de Norrköping, decidió convertirse en aprendiz de jardinería en Säfstaholm.
G. Lind practicó en varios jardines, asistió a la escuela de horticultura de la Real Academia Sueca de Ciencias Agrícolas en el Campo Experimental en 1889–1891, y trabajó allí en 1891 como jardinero, y en 1900–1934 fue su director. Reorganizó la enseñanza allí, realizó extensas actividades experimentales y trabajó en todos los sentidos para promover los intereses de la horticultura sueca. Por lo tanto, trabajó, entre otras cosas, en cursos especiales, actividades de conferencias, organizando exposiciones para aumentar el cultivo de frutas y para la introducción de métodos apropiados para la clasificación, empaque y venta de frutas, así como para establecer dispositivos modernos para conservar frutas, bayas y vegetales.

## Actividades
G. Lind fue secretario de la Sociedad Pomológica Sueca entre 1900 y 1908, más tarde miembro de la junta de la asociación y presidente de varios de sus comités del "Gartnersällskap" de Estocolmo entre 1915 y 1933.
Junto con Frans Liljewall y Carl O. Blomgren, publicó la revista "Trädgården" en 1902-1905 y editó una revista del mismo nombre en 1908.
G. Lind se convirtió en miembro honorario de la Real Academia Agrícola en 1913.
Perteneció al Ayuntamiento de Estocolmo de 1915 a 1919, fue miembro de la junta del cementerio de 1917 a 1931, mayordomo de la parroquia de Engelbrekt de 1915 a 1935 y 1939 y presidente de los pobres de la parroquia, junta de atención 1920–1932.

## Obras
- Fruktodling i täppan och på fältet-(Fruticultura en el campo y para el campo)(1907)
- Egnahemsträdgården (1910)
- Småbrukarens trädgårdsbok-(El libro del jardín del pequeño agricultor) (1910)
- Köksväxtodling (tillsammans med Frans Liljewall 1908, andra upplagan 1909)-Cultivo de hortalizas (junto con Frans Liljewall 1908, segunda edición 1909)
- Konserveringsbok (tillsammans med John Gréen, 1911)-Libro de conservación (junto con John Gréen , 1911)
- Våra frukter och bär (1912)-Nuestras frutas y bayas (1912)
- Blomsterodling under glas (tillsammans med Reinhold Abrahamsson, 1913)-Cultivo de flores bajo vidrio (junto con Reinhold Abrahamsson, 1913)
- Våra prydnadsträd och buskar (1914)-Nuestros árboles y arbustos ornamentales (1914)
- Trädgårdsbok för barn och ungdom (1915)-Libro de jardinería para niños y jóvenes (1915)
- Trädskoleskötsel (tillsammans med John Gréen, 1915)-Vivero (junto con John Gréen, 1915)
- Moderna växthus (tillsammans med Reinhold Abrahamsson, 1916)-Invernaderos modernos (junto con Reinhold Abrahamsson, 1916)
- Skolträdgården (med S. Johansson, 1917)
- Våra medicinalväxter (med Nils de Verdier, 1917)-Nuestras plantas medicinales (con Nils de Verdier , 1917)
- Kyrkogården (1920)-El cementerio (1920)
- Svensk frukt (1920)-Fruta sueca (1920)
- Trädskötarens trädgårdsbok (1934)-El libro del jardín de la enfermera (1934)
- Vegetabilier i det svenska folkhushållet (1936)-Verduras en el hogar sueco (1936)
- Kristidens konserveringsbok (1940)
- Stockholms trädgårdar under gångna tider (1941)-Jardines de Estocolmo en tiempos pasados (1941)

- La abreviatura «G.Lind» se emplea para indicar a Gustaf Lind como autoridad en la descripción y clasificación científica de los vegetales.[4]